# Amicii URSS
Amicii URSS (numiți uneori și Prietenii URSS), a fost o asociație culturală din România în perioada interbelică, care unea intelectuali de stânga sau antifasciști și care milita pentru îmbunătățirea relațiilor cu Uniunea Sovietică, (într-o perioadă în care Regatul României era angajat într-un conflict diplomatic cu sovietele în problema Basarabiei).  Organizația, creată în iulie 1934 de Petre Constantinescu-Iași, un activist al Partidului Comunist Român scos în afara legii în 1924, se inspirase din activitatea societății franceze Amis de l'URSS și a rețelei sale mondiale condusă de Henri Barbusse și Clara Zetkin. Oraganizația Amicii URSS, încurajată și finanțată de Comintern (sub prevederile doctrinei Frontului Popular), era privită cu suspiciune de autorități și nu au fost niciodată înregistrată oficial, fiind până în cele din urmă interzisă la ordinul premierului Gheorghe Tătărescu pe 25 noiembrie 1934.  Organizația și-a încetat activitatea după acest moment, dar a constituit un precedent pentru Asociația Română pentru strângerea Legăturilor cu Uniunea Sovietică (ARLUS).
Gruparea includea mai mulți foști sau viitori activiști ai PCR-ului. În afară de Constantinescu-Iași și cofondatorii Ion Niculi și Iorgu Iordan, printre membrii asociației se mai numărau: Scarlat Callimachi, N. D. Cocea, Alexandru Sahia, Stephan Roll, Mihai Beniuc, Petre Pandrea, Teodor Bugnariu și Mihai Popilian. Alți membri erau simpatizanți comuniști sau oameni fără o orientare politică  foarte clară, precum Mac Constantinescu, Demostene Botez, Haig Acterian, Ioan Hudiță, Zaharia Stancu, Marcel Janco, Șerban Cioculescu, Brunea-Fox, Sergiu Dan, Radu Cernătescu, Octav Doicescu, Constantin Motaș și Sandu Eliad.

## Creare și obiective
Deși încă de la începutul deceniului al patrulea, PCR-ul era reprezentat la întâlnirile internaționale ale grupării pro-sovietice Amis de l'URSS, inițiativa creării secțiunii românești a fost întârziată până când apelurile făcute în țară au reușit să primească răspunsuri corespunzătoare în mai multe localități. Prima ședința a fost convocată în Chișinău, la reședința  lui Constantinescu-Iași (1932).
Cercuri ale suporterilor locali au fost stabilite și în alte orașe precum Iași, Cluj și București. În Capitală, în zona actualei Săli a Palatului, în locuința sculptorului Mac Constantinescu, se afla sediul unde erau admiși noii aderenți și se primea corespondența.
După creare, Amicii URSS a dat publicității pe 28 iulie o declarație cu privire la scopuri și program, precum și un apel Către toți muncitorii, țăranii, intelectualii de la orașe și sate. Apelul îndemna la o mai bună cunoaștere a vieții sovietice și plănuia organizarea de expoziții, conferințe și evenimente sportive, dar și editarea unei reviste, care trebuia să poarte același nume cu al asociației. Un punct special al programului prevedea publicarea de traduceri din literatura rusă și proiecții a unor filme sovietice și reprezentții ale unor piese de teatru ale unor autori ruși și sovietici.
În 1932-1933, comuniștii români urmăriseră crearea unor rețele de organizații  legale, care să sprijine politica lor: Comitetul Național Antirăzboinic, Liga Muncii și Comitetul Național Antifascist.

## Represiunea
Deși era informată de legăturile existente între PCR și Amicii URSS, ca și de munca de răspândire a materialelor de propagandă comunistă făcută de Constantinescu-Iași, Siguranța (poliția secretă din acele vremuri) nu a intervenit imediat. Istoricul Adrian Cioroianu consideră că această atitudine era datorată unei tendințe de a tolera manifestările discrete, chiar dacă parțial clandestine, în sprijinul cauzei sovietice, în special în Basarabia, unde Constantinescu-Iași era activ în mod special. În același timp, înființarea asociației părea în acea vreme un compromis acceptat de guvernul regal român, posibil în mod special datorită eforturilor ministrului afacerilor externe Nicolae Titulescu, (în 1934 s-a căzut de acord asupra stabilirii de relații diplomatice între cele două țări).
În scurtă vreme, totuși, evidentele legături dintre organizația Amicii URSS și mișcarea comunistă ilegală au provocat un răspuns al autorităților române. În septembrie, cabinetul liberal al lui Gheorghe Tătărescu, prin intermediul ministrului de interne Ion Inculeț, a refuzat să permită publicarea revistei Amicii URSS (indiferent de locul în care s-ar fi dorit tipărirea: la București, sau în tipografia mai izolată din Pitești).
Constantinescu-Iași și Alexandru Sahia au hotărât să viziteze Moscova cu ocazia celei de-a XVII-a aniversări a Marii Revoluții din Octombrie, testând cu această ocazie fermitatea autorităților române, care interziceau în mod oficial traversarea forntierei cu URSS. Acțiunea, organizată cu atenție, prevedea crearea a două grupuri distincte, conduse de Constantinescu-Iași, respectiv de Sahia. În vreme ce primul grup ar fi încercat să traverseze Nistrul, Sahia urma să călătorească spre Moscova prin Polonia.
Presiunile asupra grupului au crescut, când Tribunalul județului Ilfov a refuzat să înregistreze în mod oficial asociația, iar unii dintre universitarii membri ai organizației au fost criticați în mod semioficial pentru apartenența la Amicii URSS, așa cum a fost cazul lui Mihai Beniuc sau Teodor Bugnariu. Siguranța a declanșat percheziții de rutină la sediile organizației și l-au arestat până la urmă pe Constantinescu-Iași pe 25 noiembrie. Regele Carol al II-lea a reacționat împotriva activităților semi-clandestine comuniste, emițând un decret prin care erau interzise 31 de asociații politice bănuite de răzvrătire, printre ele numărându-se și Amicii URSS, Comitetul Național Antirăzboinic, Comitetul Național Antifascist și Liga Muncii.

## Moștenire
În ciuda interesului extrem de redus al publicului din România față de activitatea și interzicerea Amicilor URSS, în Franța, Amis de l'URSS a organizat demonstrații de protest, cu participarea notabilă a lui Fernand Grenier, André Malraux, și a lui Victor Basch. Intelectualii cehoslovaci au remis guvernului român un protest oficial, semnat printre alții și de Karel Čapek).  La începutul anului 1935, a fost înființat la Paris "Comitetul pentru apărarea antifasciștilor români" sub conducerea lui Henri Mineur, organizație care se ocupa de monitorizarea comuniștilor aflați în închisorile românești. În afară de sus-numitele intervenții, România a devenit o țintă a activităților Ajutorului Roșu.
Deși PCR-ul nu a reorganizat Amicii URSS în ilegalitate, dar a încercat să-i prelungească influența prin organizarea unei succesiuni de organizații, care preluau obiectivele Amicilor. Astfel de organizații au avut spijinul unor intelectuali precum George Enescu sau, așa cum se spune, al lingvistului Alexandru Rosetti. În primele etape ale celui de-al doilea război mondial, când Garda de Fier a preluat controlul asupra guvernului României, lideii comunișit Teohari Georgescu și Lucrețiu Pătrășcanu au colaborat pentru reactivarea societății. Încercările lor au luat sfârșit în momentul în care Ion Antonescu a eliminat organizația fascistă Garda de Fier și a atacat și toate activitățile comuniștilor. (Vedeti și:  Rebeliunea legionară și pogromul din București).
Vizita la Moscova a lui Sahia a fost  sursa de inspirație pentru reportajul URSS azi,  în care autorul lăuda politicile  staliniste. Autorul avea să moară în 1937 de tuberculoză.
La scurtă vreme după interzicerea organizației în 1934, mai mulți foști membri au ajuns să respingă comunismul. Printre aceștia s-au numărat Haig Acterian, care a adoptat ideile fasciste și s-a alăturat Gărzii de Fier și Mac Constantinescu, care era deja activ în grupul Criterion și care a devenit mai târziu un artist oficial al regimului corporatist al Frontului Renașterii Naționale.